# 張岐 (景泰進士)
張岐（1425年—1474年），字來鳳，直隸河間府興濟縣（今河北沧县）人，軍籍，明朝政治人物。景泰甲戌進士，成化中官至延绥、辽东巡抚。

## 生平
景泰元年（1450年）庚午科順天府鄉試第十三名。景泰五年（1454年）進士。初授監察御史。天順五年（1461年），升浙江按察司副使。
成化二年（1466年）八月，升都察院右僉都御史，巡撫延綏。成化三年（1467年），巡撫遼東，次年論破建州女真之功，升左僉都御史，不久因被參劾迫害兵士，經給事中鄧山、刑部員外郎周正方調查，坐不法逮問，除名。

## 家族
曾祖張希信。祖父張迪，曾任府知事。父亲張縉，曾任教諭。堂弟张峦，封昌國公。堂姪女即孝宗孝成敬皇后張氏。